# Monoxenus tridentatus
Monoxenus tridentatus là một loài bọ cánh cứng trong họ Cerambycidae.